# Harmala
L'harmala o harmalà (Peganum harmala) és una planta de la família de les nitrariàcies, originària de l'est del mediterrani fins a Índia.
És una planta perenne que pot créixer fins als 0,8m d'alçada, però normalment es troba a uns 0,3m d'alçada. Les arrels de la planta poden arribar a una profunditat d'uns 6,1 m, ja que normalment creixen en un sol molt sec.
La planta pot tenir tiges de fins a 70 cm, cilíndriques a prop de la base i angulosos per la part superior. Les fulles són alternes, carnoses i acabades en punta, estant dividides en segments estrets que arriben fins a la seva mateixa base; el seu color és verd.
Les flors surten d'1 en 1 amb un calze de 5 sèpals molt angostos i 5 pètals de 12 a 15 mil·límetres de llarg, blancs, una mica verdosos en la base. Tenen 15 estams de filaments llargs i anteres grogues.
El fruit és una càpsula (fruit) globulosa, una mica deprimida, que s'obre per 3 valves amb llavors anguloses.

## Principis actius
En les llavors trobem el alcaloides anomenats beta-carbolines: harmina, hamalina i harmol.

## Usos medicinals
Peganum harmala és usat com a analgèsic i com a agent antiinflamatori. Al Iemen s'usava per tractar la depressió i està ben establert en el laboratori que la harmalina (un ingredient actiu a Peganum harmala) és un estimulant del sistema nerviós central i un inhibidor reversible de la MAO-A, és a dir què és un antidepressiu.
Fumar les llavors serveix per matar, algues, bacteris, paràsits intestinals i llevats; Peganum harmala té activitat antibacteriana. És molt efectiu contra protozous incloent la malària.

## Anticàncer
Peganum harmala conté beta-carbolina, alcaloides que es creu que tenen activitat anti-tumoral. Es creu què inhibeixen les DNA topoisomerases que interfereixen en la síntesi de DNA. Peganum harmala té propietats antioxidant i antimutagèniques.

## Toxicitat
Encara que la llavor és usada medicinalment i com a condiment, conté alcaloides que tenen propietats narcòtiques i al·lucinògenes. Quan es prenen en excés causen al·lucinacions i vòmits.
Pot provocar nàusees, vòmits i diarrees.
No apareixen efectes visuals destacables com tampoc es veu alterada el parlar ni la concentració. Els bàtecs del cor s'alenteixen i en intentar dormir se sent un lleuger vertigen amb els ulls tancats, es veu ressaca l'endemà.